# Joachim H. Knoll
Joachim Heinrich Knoll (* 23. November 1932 in Freystadt, Schlesien; † 22. März 2024) war ein deutscher Pädagoge.

## Leben
Zwischen 1952 und 1956 studierte Knoll Geistesgeschichte, Geschichte, Germanistik und Volkswirtschaftslehre an der Ludwig-Maximilians-Universität München und der Friedrich-Alexander-Universität Erlangen-Nürnberg. Dort wurde er 1956 mit der Arbeit Die Elitebildung im Liberalismus des Kaiserreichs zum Dr. phil. promoviert.
Nach dem Studium war er zwei Jahre beim Südwestfunk Baden-Baden als Journalist tätig. Anschließend arbeitete er an den Universitäten Hamburg und Bonn und kam 1964 an die Ruhr-Universität Bochum, wo er auf den Lehrstuhl für Erwachsenenbildung und außerschulische Jugendbildung berufen wurde. Er war Dekan der Phil. Fakultät der RUB von 1973 bis 1983. 1998 wurde er emeritiert.
Seine Arbeitsschwerpunkte waren unter anderem Internationale und Vergleichende Erwachsenenbildungsforschung, Erwachsenenbildung, Jugendmedienschutz und Unterhaltungs- und Bildungstechnologien. Zu diesem Themenfeld forschte und lehrte er auch in Vancouver, New York, Syracuse (USA), Hanoi (Vietnam), Taipeh (Taiwan) und Pécs (Ungarn).
Knoll verstarb am 22. März 2024.

## Mitgliedschaften
- Vorstandsmitglied der Akademie des Deutschen Roten Kreuzes
- Mitglied der New York Academy of Sciences
- Mitglied der Kommission zur Beratung der Bundesregierung in Fragen der politischen Bildung
- Vorstandsmitglied der Gesellschaft für Geistesgeschichte

## Ehrungen und Auszeichnungen
- 2004 Ehrendoktor der Freien Universität Berlin.[2]
- 2005: Verdienstorden der Bundesrepublik Deutschland (Verdienstkreuz I. Klasse)[3]
- Ehrenmitglied der Deutschen UNESCO-Kommission

## Schriften
- Führungsauslese in Liberalismus und Demokratie. 1957.
- Jugend, Politik und politische Bildung. 1962.
- Pädagogische Elitebildung. 1964.
- Ansichten zur Gegenwart. 1965.
- Gemeinschaftskunde. 1965.
- Internationales Jahrbuch der Erwachsenenbildung, 25 Bände, 1965–1997.
- Liberalismus, in: Julius H. Schoeps, Joachim H. Knoll, Claus-Ekkehard Bärsch: Konservativismus, Liberalismus, Sozialismus. Einführung – Texte – Bibliographien (= UTB 1032), Fink, München 1981, ISBN 3-7705-1942-6.
- Typisch deutsch: die Jugendbewegung. Beiträge zu einer Phänomengeschichte. Leske und Budrich, Opladen 1988, ISBN 3-8100-0674-2.
- Internationale Weiterbildung und Erwachsenenbildung, Wissenschaftliche Buchgesellschaft, Darmstadt 1996, ISBN 3-534-12305-0.
- mit Elke Monssen-Engberding (Hrsg.): Bravo, Sex und Zärtlichkeit. Medienwissenschaftler und Medienmacher über ein Stück Jugendkultur. Forum-Verlag Godesberg, Mönchengladbach 2000, ISBN 3-930982-54-4.
- (Hrsg.): Bologna und seine Folgen. Böhlau, Köln / Weimar / Wien 2005, DNB 975692216 (= Bildung und Erziehung ISSN 0006-2456).
- Erwachsenenbildung, 3 Bände, 2002–2009.
- Alphons Silbermann, Professor und Bonvivant, herausgegeben von Centrum Judaicum. Hentrich & Hentrich, Berlin 2015, ISBN 978-3-95565-092-6 (= Jüdische Miniaturen, Band 171).